# Region Landquart
Region Landquart (niem. Region Landquart) – jednostka administracyjna w Szwajcarii, w kantonie Gryzonia. Powstała 1 stycznia 2016. Powierzchnia regionu wynosi 174,67 km², zamieszkany jest przez 26 129 osób (31 grudnia 2022). Siedziba administracyjna regionu znajduje się w miejscowości Landquart. 

## Gminy
W skład regionu wchodzi osiem gmin: 
| Gminy regionu Landquart | Gminy regionu Landquart | Gminy regionu Landquart   | Gminy regionu Landquart | Gminy regionu Landquart |
| Herb                    | Nazwa gminy             | Ludność (31 grudnia 2020) | Powierzchnia km²        |                         |
| ----------------------- | ----------------------- | ------------------------- | ----------------------- | ----------------------- |
| Fläsch                  | Fläsch                  | 831                       | 19,94                   |                         |
| Jenins                  | Jenins                  | 915                       | 10,54                   |                         |
| Landquart               | Landquart               | 8 857                     | 18,86                   |                         |
| Maienfeld               | Maienfeld               | 3 029                     | 32,33                   |                         |
| Malans                  | Malans                  | 2 462                     | 11,40                   |                         |
| Trimmis                 | Trimmis                 | 3 322                     | 42,87                   |                         |
| Untervaz                | Untervaz                | 2 527                     | 27,72                   |                         |
| Zizers                  | Zizers                  | 3 520                     | 11,01                   |                         |

## Zmiany administracyjne
- 1 stycznia 2008
  - przyłączenie gminy Says do gminy Trimmis
- 1 stycznia 2012
  - utworzenie gminy Landquart z gmin Igis i Mastrils